# Elon Lindenstrauss
Elon Lindenstrauss (en hebreo: אילון לינדנשטראוס‎, n. 1 de agosto de 1970) es un matemático israelí, ganador de la Medalla Fields de 2010 en el Congreso Internacional de Matemáticos en Hyderabad, India.

## Carrera
Lindenstrauss participó en el programa Talpiot y estudió en la Universidad Hebrea, donde se graduó en Matemática y Física en 1991 y obtuvo su maestría en Matemática en 1995. En 1999 finalizó su doctorado, con una tesis titulada "Propiedades entrópicas en los sistemas dinámicos", supervisada por el Profesor Benjamin Weiss. Fue miembro del Instituto de Estudios Avanzados de Princeton y asistente de cátedra en la Universidad de Stanford. Desde 2003 hasta 2005, fue miembro del Clay Mathematics Institute y desde 2004 trabaja como profesor en Princeton. En 2009, asumió el cargo de profesor en el Instituto de Matemática de la Universidad Hebrea.
Lindenstrauss es el hijo del famoso matemático Joram Lindenstrauss, uno de los creadores del lema Johnson–Lindenstrauss, y de su mujer Naomi Lindenstrauss, científica informática teórica.

## Obra
Lindenstrauss trabaja en el área de la dinámica, particularmente en la teoría ergódica y sus aplicaciones en la teoría de números. Junto a Anatole Katok y Manfred Einsiedler realizó importantes avances en la comprobación de la conjetura de Littlewood.
Logró probar, en una serie de dos panfletos (uno de ellos coescrito con Jean Bourgain) la conjetura de Peter Sarnak.
Recientemente, junto a Einsiedler, Michel y Akshay Venkatesh, estudió distribuciones tóricas de órbitas periódicas en algunos espacios aritméticos, generalizando teoremas previamente publicados por Hermann Minkowski y Yuri Linnik.
Ha escrito libros en colaboración con Jean Bourgain, Manfred Einsiedler, Barak Weiss y Shahar Mozes.

## Premios
- En 1988, Lindenstrauss representó a Israel en la Olimpiada Internacional de Matemática y ganó una medalla de bronce.
- Durante su servicio en las Fuerzas de Defensa de Israel, obtuvo el premio otorgado por dicho cuerpo.
- En 2003, ganó el Premio Salem en conjunto con Kannan Soundararajan.
- En 2004, ganó el premio otorgado por la Sociedad Matemática Europea.
- En 2008, ganó el Premio Memorial Michael Bruno.
- En 2009, ganó el Premio Erdos.
- En 2009, ganó el Premio Fermat.
- En 2010, se convirtió en el primer israelí que ganó la Medalla Fields, por sus logros en la medición de la rigidez en la teoría ergódica, y sus aplicaciones en la teoría de números.[3]